# 홍성 광경사지 삼층석탑
홍성 광경사지 삼층석탑(洪城 廣景寺址 三層石塔)은 충청남도 홍성군, 홍성여자중학교 내에 있는 삼층석탑이다. 1984년 5월 17일 충청남도의 문화재자료 제159호로 지정되었다.

## 개요
광경사의 옛 터에 당간지주와 함께 남아 있는 3층 석탑으로, 1층 기단(基壇) 위에 3층 탑신(塔身)을 올린 모습이다.
기단은 각 면의 중앙과 모서리마다 기둥을 본 떠 새겼다. 탑신의 각 층 몸돌과 지붕돌은 각각 하나의 돌로 쌓아 올렸는데, 1층 몸돌이 큰것에 비해 2·3층 몸돌의 높이는 급격히 줄어들었다. 지붕돌은 밑면의 받침이 4단씩이며, 네 귀퉁이가 살짝 치켜올라 갔다.
전체적으로 안정된 느낌을 주고 고려시대 작품으로 짐작된다.

## 같이 보기
- 홍성 오관리 당간지주 (보물 제538호)
- 홍성여자중학교
- 삼층석탑

## 참고 자료
- 광경사지삼층석탑 - 국가유산청 국가유산포털